# 小喬一號

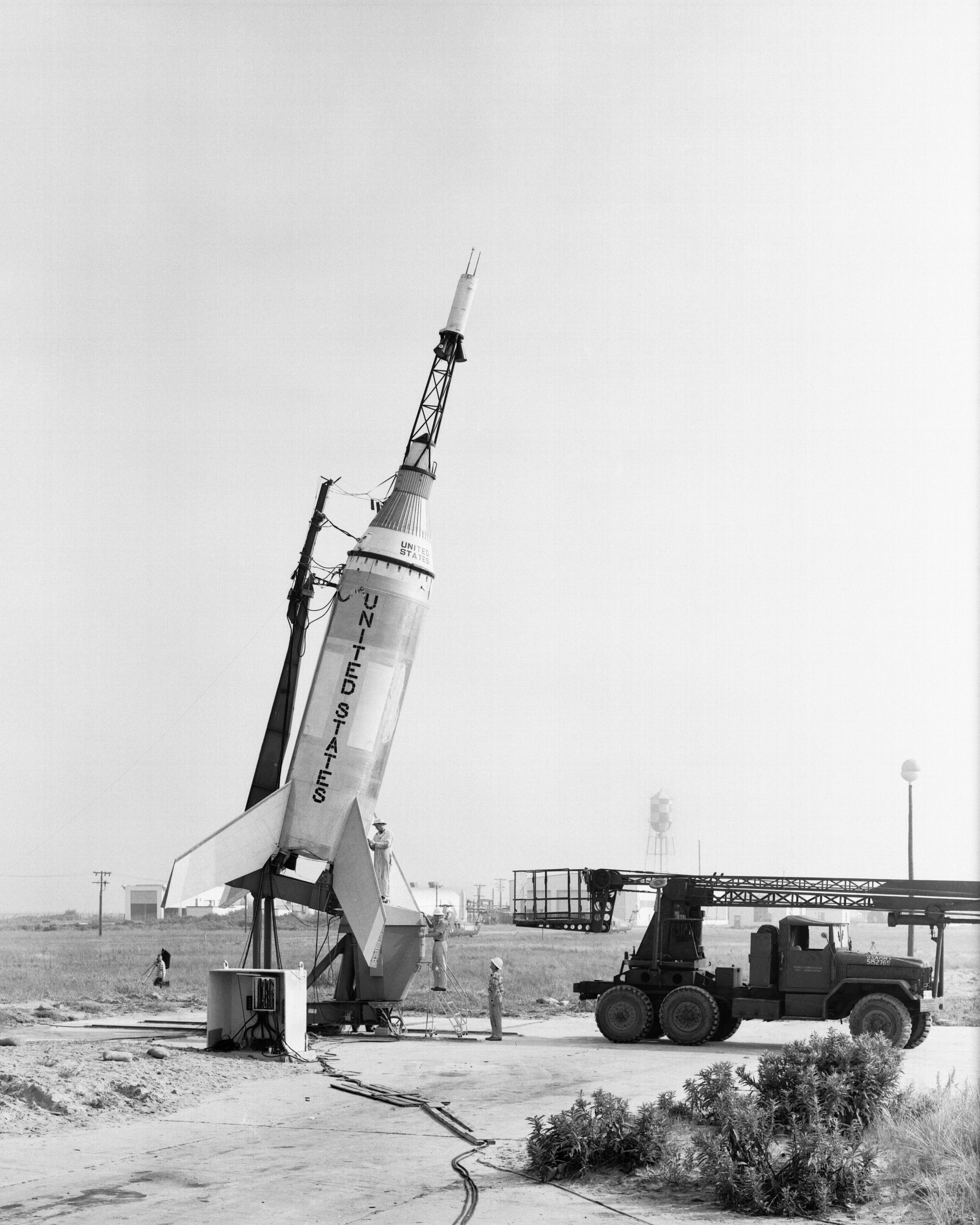
小喬一號（Little Joe 1）準備發射（NASA）

小喬一號（Little Joe 1），固體燃料火箭，用途是在檢驗水星發射飛船逃逸和回收系統。高48呎（14.6 m），重達41,330磅（18,747 kg）。1959年4月21日開始執行第一次任務。